# Trần Văn Minh (thiếu tướng)
Trần Văn Minh là một Thiếu tướng Quân đội nhân dân Việt Nam. Ông nguyên là Chánh Văn phòng Tổng cục chính trị, Bộ Quốc phòng Việt Nam.

## Sự nghiệp
Trần Văn Minh sinh năm 1957 tại xã Xuân Trường (nay là Đan Trường) huyện Nghi Xuân, tỉnh Hà Tĩnh.
Năm 2007-2011, ông mang quân hàm Đại tá, giữ chức vụ Phó Cục trưởng Cục Chính sách, Tổng cục chính trị, Bộ Quốc phòng Việt Nam.
Năm 2011, 2012, ông mang quân hàm Đại tá, giữ chức vụ Cục trưởng Cục Chính sách, Tổng cục chính trị, Bộ Quốc phòng Việt Nam.
Năm 2013, ông mang quân hàm Thiếu tướng, giữ chức vụ Cục trưởng Cục Chính sách, Tổng cục chính trị, Bộ Quốc phòng Việt Nam.
Ngày 10 tháng 6 năm 2016, ông được Bộ trưởng Bộ Quốc phòng Việt Nam bổ nhiệm giữ chức vụ Chánh Văn phòng Tổng cục chính trị, Bộ Quốc phòng Việt Nam. Lúc này ông đang là Cục trưởng Cục Chính sách, Tổng cục chính trị, Bộ Quốc phòng Việt Nam.